# Kazuo Oga
Kazuo Oga (japanska: 男鹿 和雄?, Oga Kazuo), född 29 februari 1952 i Akita prefektur i Japan, är en scenograf och bakgrundskonstnär. Han har medverkat på många animeproduktioner hos Madhouse och Studio Ghibli. Oga har arbetat tillsammans med regissörer som Hayao Miyazaki, Isao Takahata, Yoshiaki Kawajiri, Osamu Dezaki och Mamoru Hosoda. Han har också publicerat två konstböcker och själv regisserat en kort animerad film.

## Biografi
Oga började sin karriär som bakgrundskonstnär på de två kortfilmerna Panda, panda!. Dessa producerades 1972 och 1973 av Isao Takahata och Hayao Miyazaki. 1979 arbetade var han anvsvarig scenograf/bakgrundsansvarig på långfilmen Unico, en japansk-amerikansk samproduktion om en enhörning. Filmen animerades på studion Topcraft, som fem år senare kom att sköta animeringen på Nausicaä från Vindarnas dal och därefter bildade stommen i det nystartade Studio Ghibli.
1983 arbetade Oga som scenograf på den första filmversionen efter Keiji Nakazawas manga Gen – pojken från Hiroshima, och tre år senare fortsatte han som bakgrundskonstnär på uppföljaren. Båda filmerna animerades på studion Madhouse, som Oga senare fortsatt att samarbeta med på ett antal långfilmsproduktioner – bland annat Toki o kakeru shōjo (2006) och Summer Wars med regi av Mamoru Hosoda.

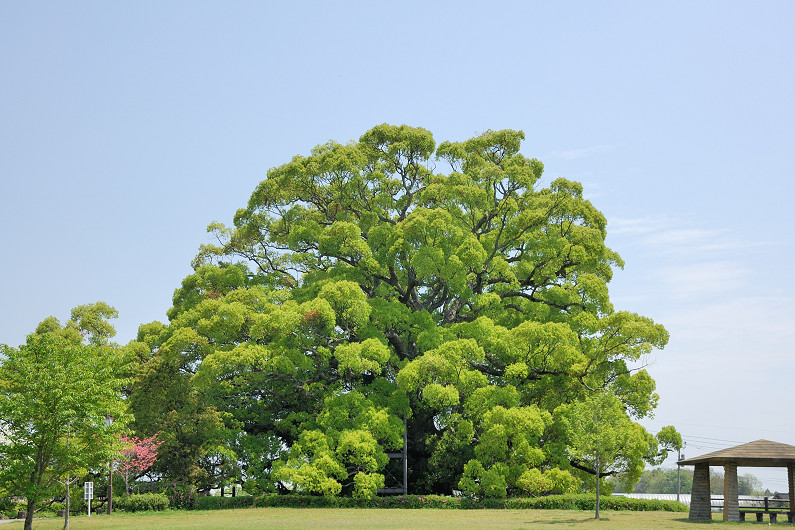
Den första Studio Ghibli-filmen som Oga arbetade på var Min granne Totoro. Där målade han en vild och frodig natur som inkluderade ett imposant kamferträd i klass med det på bilden.

Oga har varit inblandad som scenograf/bakgrundkonstnär på de flesta av Studio Ghiblis långfilmsproduktioner, från och 1988 års Min granne Totoro. På den filmen uppmärksammades hans arbete med den vilda och storslagna naturen kring den lilla familjens hus – inklusive filmens imposanta kamferträd.
2012 verkade Oga som regissör för kortfilmen Taneyamagahara no yoru, baserad på en novell av Kenji Miyazawa.

## Verklista (urval)

### Regissör
- 2006 – Taneyamagahara no yoru (種山ヶ原の夜, 'Taneyamagaharas natt')

### Scenograf (ansvarig bakgrundskonstnär)
- 1979 – Unico (ユニコ)
- 1980 – Ashita no Joe 2 (あしたのジョー2)
- 1983 – Gen – pojken från Hiroshima (はだしのゲン, Hadashi no gen)
- 1986 – Toki no Tabibito -Time Stranger- (時空の旅人, Toki no Tabibito)
- 1987 – Wicked City (妖獣都市 Yōjū toshi)
- 1988 – Min granne Totoro (となりのトトロ, Tonari no Totoro)
- 1988 –  Natsufuku no shōjo-tachi (夏服の少女たち, engelska: Girls in Summer Clothes)
- 1991 – Omohide poro-poro - (おもひでぽろぽろ)
- 1994 – Pompoko - (平成狸合戦ぽんぽこ, Heisei tanuki gassen pon poko)

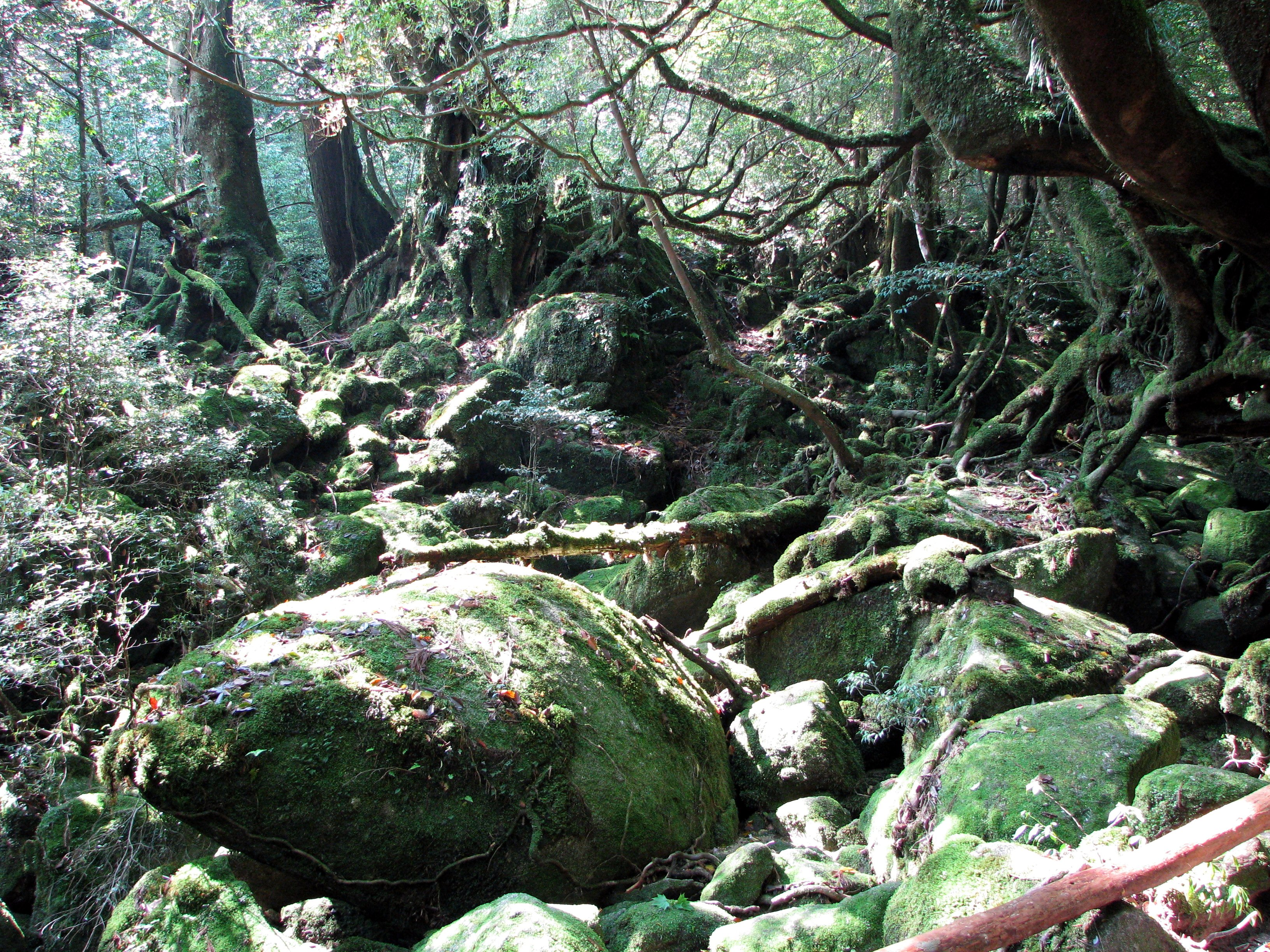
I Prinsessan Mononoke presenterade Oga skogklädda scenerier från ett medeltida Japan, inspirerat av "trollskogen" på den sydjapanska ön Yakushima.

- 1997 – Prinsessan Mononoke (もののけ姫, Mononoke hime)
- 2013 – Kaguya-hime no monogatari (かぐや姫の物語)

### Assisterande scenograf (bakgrundsansvarig)
- 1978 – Takarajima - (宝島, 'Skattkammarön')
- 1982 – Cobra: Space Adventure (コブラ スペースアドベンチャー, Kobura supēsu adobenchā)

### Bakgrunder
- 1973 – Panda, panda! och den regniga dagens cirkus (パンダコパンダ 雨降りサーカスの巻, Panda kopanda: Amefuri sākasu no maki)
- 1975 – Ganba no bōken (ガンバの冒険)
- 1977 – Ie naki ko (家なき子, engelska: Nobody's Boy: Remi)
- 1980 – Makoto-chan (まことちゃん)
- 1983 – Genma Taisen (幻魔大戦, engelska: Harmagedon)
- 1983 – Unico: Mahō no shima e (ユニコ 魔法の島へ, engelska: Unico in the Island of Magic)
- 1984 – Lensman (SF 新世紀 レンズマン, SF shinseiki Lensman)
- 1985 – The Dagger of Kamui (カムイの剣, Kamui no Ken)
- 1986 – Gen – pojken från Hiroshima 2 (はだしのゲン2, Hadashi no Gen 2)
- 1987 – Hoero! Bun Bun (ほえろブンブン)
- 1988 – Akuma no Hanayome - Ran no Kumikyoku (悪魔の花嫁 蘭の組曲, engelska: Bride of Deimos)
- 1988 – Demon City Shinjuku (魔界都市 新宿, Makai toshi: Shinjuku)
- 1989 – Gokū Midnight Eye (Midnight Eye ゴクウ)
- 1989 – Kikis expressbud (魔女の宅急便,Majo no takkyūbin)
- 1991 – Urusei yatsura: Itsudatte My Darling (うる星やつら いつだってマイ・ダーリン, engelska: Urusei Yatsura Always My  Darling)
- 1992 – Porco Rosso (紅の豚, Kurenai no buta)
- 1993 – Ninja Scroll (獣兵衛忍風帖, Jūbē ninpūchō)
- 1995 – On Your Mark (オン・ユア・マーク)
- 1995 – Om du lyssnar noga (耳をすませば, Mimi o sumaseba)
- 1997 – Rurouni Kenshin (るろうに剣心 -明治剣客浪漫譚- 維新志士への鎮魂歌, Rurōni Kenshin Meiji kenkaku rōmantan ishin shishi e no requiem)
- 2000 – Vampire Hunter D: Bloodlust (バンパイアハンターD)
- 2001 – Spirited Away (千と千尋の神隠し, Sen to Chihiro no kamikakushi)
- 2001 – Eiga Inuyasha: Toki o koeru omoi (映画犬夜叉 時代を越える想い)
- 2002 – Neko no ongaeshi (猫の恩返し)
- 2004 – Fantastic Children (ファンタジックチルドレン)
- 2004 – Det levande slottet (ハウルの動く城, Hauru no ugoku shiro)
- 2006 – Toki o kakeru shōjo (時をかける少女)
- 2006 – Legender från Övärlden (ゲド戦記, Gedo senki)
- 2007 – Highlander: The Search for Vengeance
- 2007 – Ponyo på klippan vid havet (崖の上のポニョ, Gake no ue no Ponyo)
- 2009 – Kawa no Hikari (川の光)
- 2009 – Summer Wars (サマーウォーズ)
- 2010 – Lånaren Arrietty (借りぐらしのアリエッティ Kari-gurashi no Arietti)
- 2012 – Momo e no tegami (ももへの手紙, engelska: A Letter to Momo)

### Konstböcker
- Oga Kazuo Gashuu (engelska: Kazuo Oga Art Collection). Tokuma Shoten, 1996. ISBN 4-19-860526-2
- Oga Kazuo Gashuu II (engelska: Kazuo Oga Art Collection II). Tokuma Shoten, 2005. ISBN 4-19-862074-1

## Utställning
Tokyos museum för samtida konst (The Museum of Contemporary Art)  i Tokyo sponsrade 2007 en utställning betitlad "Kazuo Oga – The Man Who Drew Totoro's Forest". Utställningen pågick från 21 juli till 30 september 2007. En dokumentärfilm om utställningen, Oga Kazuo Exhibition: Ghibli no eshokunin – The One Who Painted Totoro's Forest (ジブリの絵職人　男鹿和雄展　トトロの森を描いた人), gavs även ut på DVD och Blu-ray.